# 2 Fast 2 Furious (videogioco)
2 Fast 2 Furious è un videogioco simulatore di guida del 2004 sviluppato da Digital Bridges e pubblicato da dbi Games per telefono cellulare, basato sul film omonimo del 2003. È il seguito di The Fast and the Furious nonché secondo gioco basato sul media franchise Fast & Furious.

## Modalità di gioco[1]
2 Fast 2 Furious utilizza un motore di gioco 2.5D con il giocatore che controlla l'automobile da una prospettiva in terza persona. I controlli sono semplici e si integrano ad ogni tipo di interfaccia di tasti di dispositivi mobile. I giocatori possono sterzare, accelerare, frenare e usare il potenziamento nitro mentre gareggiano. L'obbiettivo del gioco è quello di vincere tutte le dodici corse per raccogliere il maggiore quantitativo possibile di denaro. L'automobile guidata dal giocatore può danneggiarsi se si scontra con altre auto, e se subisce troppi danni il giocatore dovrà abbandonare la gara. I giocatori possono guadagnare denaro in-game vincendo le corse, e con ciò che guadagnano possono acquistare miglioramenti per la propria auto in modo da poter competere in gare più impegnative.
Il gioco è stato uno dei primi giochi mobile a trarre vantaggio dall'internet wireless, permettendo ai giocatori di collegarsi a internet per condividere i propri punteggi con altri giocatori. Si potevano anche scaricare i cosiddetti fantasmi di altri giocatori, con cui gareggiare offline.
2 Fast 2 Furious utilizza anche le fattezze di alcuni dei personaggi più famosi del franchise, ad esempio quelle del rapper e attore statunitense Ludacris, interprete del personaggio di Tej Parker.

## Seguito
Un altro videogioco basato sul franchise era in sviluppo presso Genki e doveva essere pubblicato da Vivendi Universal per PlayStation 2 e Xbox, ma non lo è mai stato. L'uscita del gioco era prevista per il novembre del 2003, e doveva chiamarsi The Fast and the Furious. È stato addirittura mostrato all'E3 2003, ma successivamente non sono state date ulteriori informazioni sul gioco. Un gioco omonimo ma senza alcun legame al gioco cancellato, sviluppato da Eutechnyx e pubblicato da Bandai Namco Entertainment per PlayStation 2 e PlayStation Portable è uscito nel 2006, ed è basato principalmente su The Fast and the Furious: Tokyo Drift.